# Personalisiertes Lernen
Personalisiertes Lernen beschreibt eine Lehr- und Lernpraxis im Zuge der neuen Lernkultur, die sich am jeweiligen Individuum ausrichtet.
Das Lernen orientiert sich dabei am Individuum, seinen Vorkenntnisse, Erfahrungen und Interessen. Die lernende Person setzt sich allein oder mit Hilfe selbst Lernziele, erarbeitet diese und überprüft den Lernerfolg. Sie kann dabei von einem Coach, Mentor oder Lernprozessbegleiter unterstützt werden. Lernen wird dabei als ein aktiver Prozess verstanden, den die jeweiligen Personen selbst steuern und ihr Wissen und Können in bestimmten Kontexten selbst erwerben. Dabei bedarf es einer anregenden Umgebung (Zugriff auf Bücher, Internet, Materialien etc.) aus der sich komplexe, authentische Probleme ergeben, die es zu lösen gilt und in der sich die Lernenden mit anderen austauschen und reflektieren können.